# لي سولومون
لي سولومون (بالإنجليزية: Lee Solomon)‏ هو محامي وقاضي وسياسي أمريكي، ولد في 17 أغسطس 1954 في فيلادلفيا في الولايات المتحدة. حزبياً، نشط في الحزب الجمهوري. وقد انتخب عضو جمعية نيوجيرسي العامة.